# Волкан Демирел
Волкан Демирел (роден на 27 октомври 1981) е бивш турски футболист, вратар.

## Кариера
Волкан Демирел започва клубната си кариера в отбора „Карталспор“. Там успява да запише 51 мача, като през сезон 2002-2003 е трансфериран в отбора на „Фенербахе“. Първоначално е резерва на Рюштю Речбер, но през сезон 2006/07 успява да го измести под рамката на вратата. След добрите си изяви в отбора привлича вниманието на отбори като „Манчестър Сити“ и „Арсенал“, но на 6 юли 2009 преподписва с „Фенербахче“ за срок от 4 години.
През сезон 2007-2008 Волкан Демирел достига до четвъртфиналите на Шампионската лига със своя отбор. На Европейското първенство през 2008 година в Австрия и Швейцария достига до полуфиналите, където Турция губи от Германия с 3:2

## Успехи
Фенербахче
- Турска Суперлига: 2003-04, 2004-05, 2006-07, 2010-11, 2013-14
- Турската Суперкупа: 2007, 2009, 2014
- Tурската Суперкупа (втори): 2013
- Tурската купа: 2011-12, 2012-13

Националния отбор на Турция
- Европейско първенство по футбол – трето място
  - 2008  Турция

## Личен живот
Волкан Демирел е оженен за бившата Miss Belgium – Зейнеп Сезер. Също има една дъщеря на име Йаде.